# Cor da pele humana

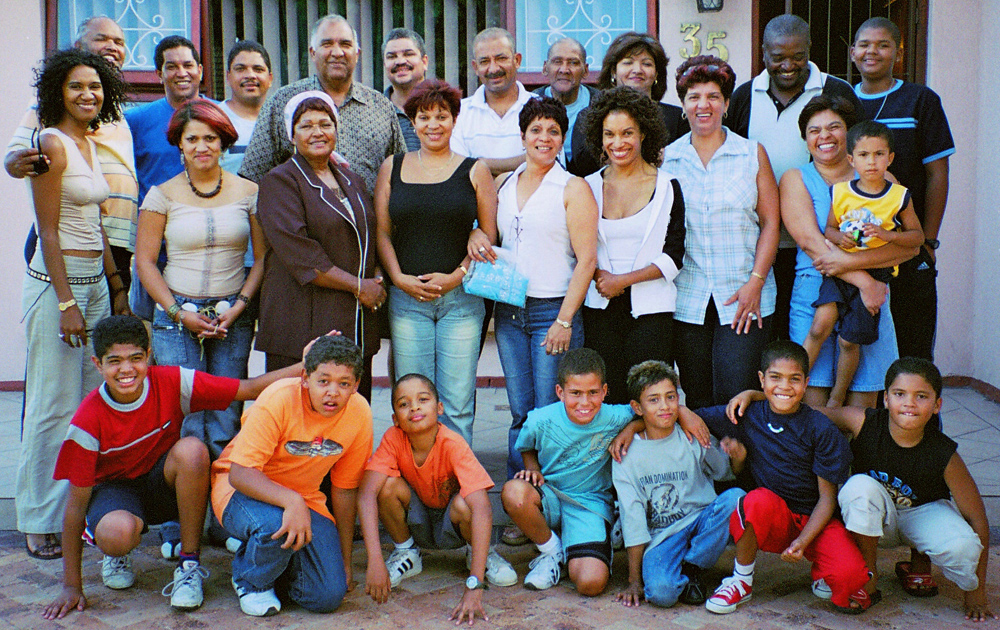
Família de coloureds na Cidade do Cabo, África do Sul.

Distribuição da cor da pele de grupos étnicos indígenos, antes das colonizações, no mundo, baseado na escala cromática de Von Luschan (dados de R. Biasutti, 1940; disputados).

Cor da pele humana se refere à variedade de tons de pele desde a   marrom mais escuro até a pele clara. A pigmentação da pele de um indivíduo é o resultado da genética, sendo o produto da composição genética de ambos os pais biológicos do indivíduo e da exposição ao sol. Na evolução, a pigmentação da pele em seres humanos evoluiu por um processo de seleção natural principalmente para regular a quantidade de   radiação ultravioleta que penetra na pele, controlando seus efeitos bioquímicos.
A cor real da pele de diferentes seres humanos é afetada por muitas substâncias, embora a substância mais importante seja o pigmento melanina. A melanina é produzida dentro da pele em células chamadas melanócitos e é o principal determinante da cor da pele de humanos de pele escura. A cor da pele das pessoas com pele clara é determinada principalmente pelo tecido conjuntivo branco-azulado sob a derme e pela hemoglobina que circula nas veias da derme. A cor vermelha subjacente à pele se torna mais visível, principalmente no rosto, quando, como consequência do exercício físico ou da estimulação do sistema nervoso (raiva, medo). A cor não é totalmente uniforme na pele de um indivíduo; por exemplo, a pele na sola do pé e na palma da mão é mais clara que a maioria das outras partes da pele, e isso é especialmente visível em pessoas de pele mais escura.
Existe uma correlação direta entre a distribuição geográfica da radiação ultravioleta (UV) e a distribuição da pigmentação da pele indígena em todo o mundo. Áreas que recebem maiores quantidades de UV, geralmente localizadas mais próximas ao equador, tendem a ter populações de pele mais escura. Áreas que estão distantes dos trópicos e mais próximas aos polos têm menor intensidade de UV, o que se reflete em populações de pele mais clara. Os pesquisadores sugerem que as populações humanas nos últimos 50.000 anos mudaram de pele escura para pele clara e vice-versa à medida que migraram para diferentes zonas UV, e que tais mudanças importantes na pigmentação podem ter acontecido em menos de 100 gerações (± 2.500 anos) através de varredura seletiva. A cor natural da pele também pode escurecer como resultado do bronzeamento devido à exposição à luz solar. A teoria principal é que a cor da pele se adapta à intensa irradiação solar para fornecer proteção parcial contra a fração ultravioleta que produz danos e, portanto, mutações no DNA das células da pele. Além disso, observou-se que as mulheres, em média, são significativamente mais claras do que  homens. As mulheres precisam de mais cálcio durante a gravidez e lactação. O corpo sintetiza a vitamina D da luz solar, o que ajuda a absorver cálcio, assim as mulheres evoluíram para ter uma pele mais clara, de modo que seus corpos absorvem mais cálcio.

## Genética da variação de cor da pele

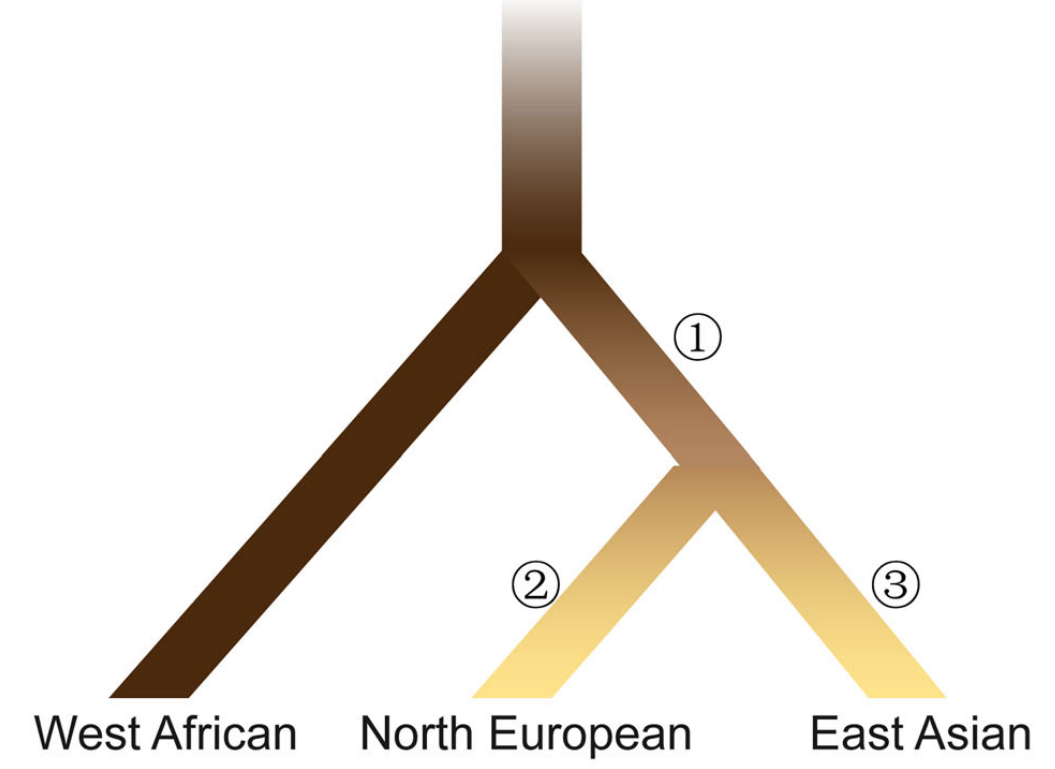
A arquitetura genética evolutiva da pigmentação da pele em europeus do norte, africanos ocidentais e leste-asiáticos.

O entendimento da variação de cor da pele humana sob mecanismos genéticos subjacentes ainda é incompleto. No entanto, estudos genéticos descobriram um número de genes que afetam a cor da pele humana em populações específicas, e têm mostrado que isso acontece independentemente de outras características físicas, tais como os olhos e a cor do cabelo. Diferentes populações têm diferentes freqüências alélicas destes genes, e é a combinação dessas variações alélicas que trazem sobre o complexo variação, contínua na coloração da pele, como podemos observar hoje em seres humanos modernos. Estudos sugerem um modelo 3-way para a evolução da cor da pele humana, com a pele escura evoluindo nos primeiros hominídeos na África sub-saariana e a pele clara evoluindo de forma independente na Europa e Ásia Oriental depois que os humanos modernos se expandiram para fora da África.

### Pele escura
Todos os seres humanos modernos compartilham um ancestral em comum que viveu há cerca de 200.000 anos atrás na África. As comparações entre genes de pigmentação da pele conhecidos em chimpanzés e africanos modernos mostram que a pele escura evoluiu junto com a perda de pêlos no corpo cerca de 1,2 milhão de anos atrás e é o estado ancestral de todos os seres humanos. Investigações sobre populações de pele escura no sul da Ásia e Melanésia indicam que a pigmentação da pele nestas populações é devido à preservação deste estado ancestral e não em função de novas variações sobre uma população previamente iluminada.
- MC1R

O receptor de melanocortina 1 (MC1R) é primariamente responsável por determinar se a feomelanina e eumelanina é produzida no corpo humano. A pesquisa mostra, pelo menos 10 diferenças em MC1R, entre amostras de chimpanzés e africanos e, que o gene provavelmente sofreu uma forte seleção positiva (a limpeza seletiva) nos primeiros hominídeos há cerca de 1,2 milhão de anos. Isto é consistente com a seleção positiva para o alto - fenótipo visto na África e em outros ambientes com alta exposição aos raios ultravioletas.

### Pele clara
Para a maior parte, a evolução de pele clara tem seguido caminhos genéticos diferentes em populações europeias e do leste asiático. Dois genes, no entanto, KITLG e ASIP, têm mutações associadas com a pele mais clara que têm altas freqüências em ambas as populações europeias e da Ásia Oriental. Acredita-se que eles se originaram depois que os humanos se espalharam para fora da África, em torno de 30.000 anos atrás. Dois subsequentes estudos de associação do genoma não encontraram correlação significativa entre esses genes e a cor da pele, e sugerem que os resultados anteriores podem ter sido o resultado de métodos de correção incorretas e tamanhos de painéis pequenos, ou que os genes têm um efeito muito pequeno para serem detectados por estudos maiores.

## Dimorfismo sexual
Observou-se que mulheres são consistentemente mais leves na pigmentação da pele do que os homens na mesma população. Esta forma de dimorfismo sexual é devido à exigência em mulheres para quantidades elevadas de cálcio durante a gravidez e lactação. Recém-nascidos em amamentação, cujos esqueletos estão crescendo, exigem grandes quantidades de ingestão de cálcio do leite da mãe (cerca de 4 vezes mais do que durante o desenvolvimento pré-natal), parte das quais provém de reservas no esqueleto da mãe. Recursos adequados de vitamina D são necessários para absorver o cálcio da dieta, e tem sido demonstrado que as deficiências de vitamina D e de cálcio aumentam a probabilidade de diversas malformações congénitas, tais como espinha bífida e raquitismo. A seleção natural levou ao fato de haver mulheres com pele mais clara do que os homens em todas as populações indígenas, porque as mulheres devem ter o suficiente de vitamina D e cálcio para apoiar o desenvolvimento do feto e para manter a sua própria saúde.
Os sexos também diferem na forma como eles mudam a sua cor da pele com a idade. Homens e mulheres não nascem com cor de pele diferente, eles começam a divergir durante a puberdade com a influência de hormônios sexuais. As mulheres também podem alterar a pigmentação em certas partes do corpo, tais como a aréola, durante o ciclo menstrual e a gravidez e entre 50 e 70% de mulheres grávidas desenvolvem a "máscara da gravidez" (melasma) nas faces, lábios, testa e no queixo. Isto é causado pelo aumento de hormônios femininos e pode se desenvolver em mulheres que tomam pílulas anticoncepcionais ou participam de terapia de reposição hormonal.

## Bronzeamento solar

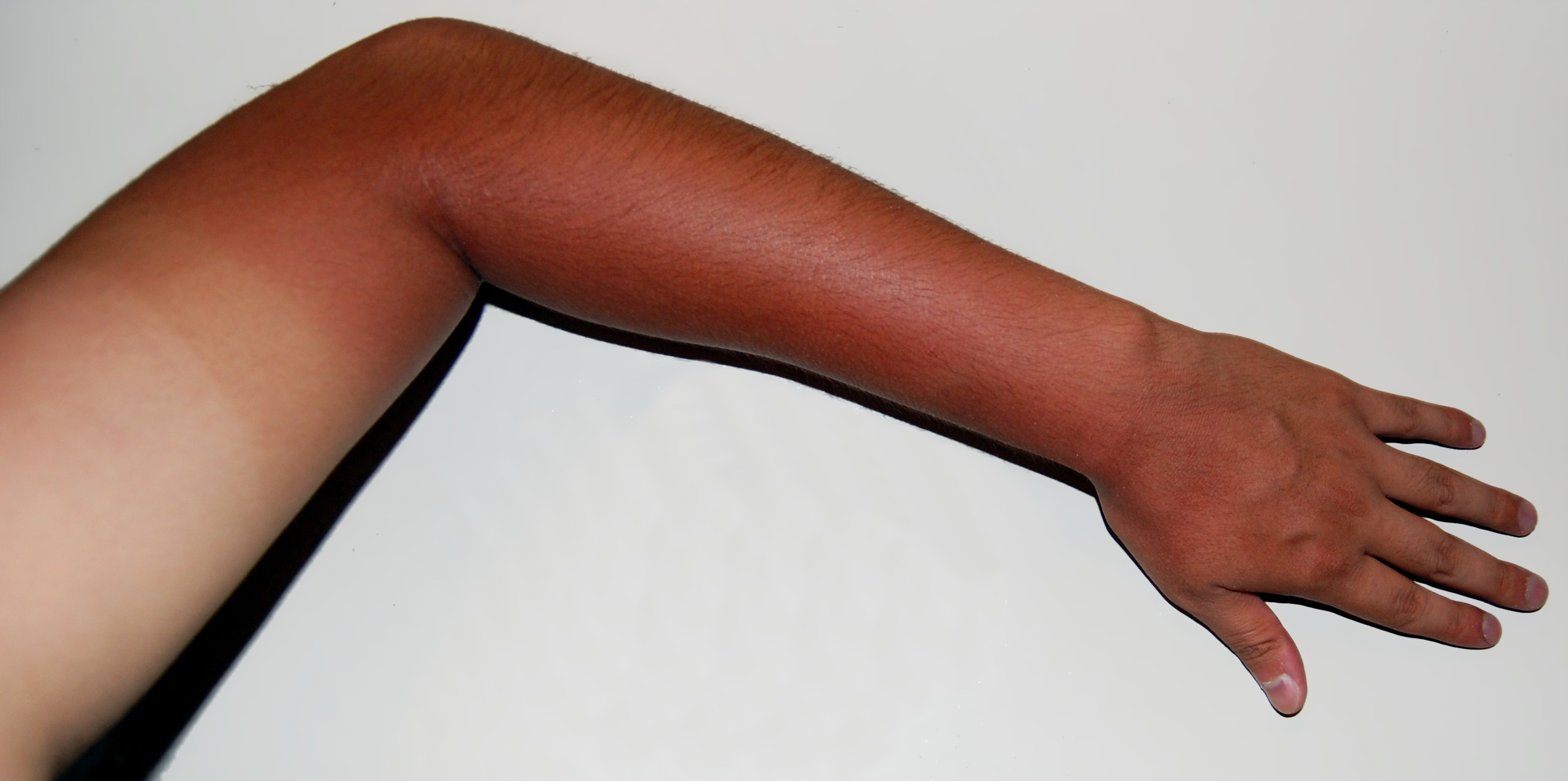
Um braço bronzeado mostrando a pele mais escura onde foi exposta

Existem dois mecanismos diferentes envolvidos. Em primeiro lugar, a radiação UVA cria estresse oxidativo, que por sua vez oxida a melanina existente e leva ao rápido escurecimento da melanina, também conhecido como EIP (escurecimento imediato do pigmento). Em segundo lugar, há um aumento na produção de melanina, conhecida como melanogênese. A melanogênese leva ao bronzeamento tardio e se torna visível cerca de 72 horas após a exposição. O bronzeado criado por uma melanogênese aumentada dura muito mais tempo do que aquele causado pela oxidação da melanina existente. O bronzeamento envolve não apenas o aumento da produção de melanina em resposta à radiação UV, mas o espessamento da camada superior da epiderme, o estrato córneo.
A cor natural da pele de uma pessoa afeta sua reação à exposição ao sol. Geralmente, aqueles que começam com uma cor de pele mais escura e mais melanina têm melhores habilidades para se bronzear. Indivíduos com pele muito clara e albinos não têm capacidade de se bronzear. As maiores diferenças resultantes da exposição ao sol são visíveis em indivíduos que começam com pele marrom moderadamente pigmentada: a mudança é dramaticamente visível como linhas bronzeadas, onde partes da pele bronzeada são delineadas a partir da pele não exposta.

### Escala de Fitzpatrick

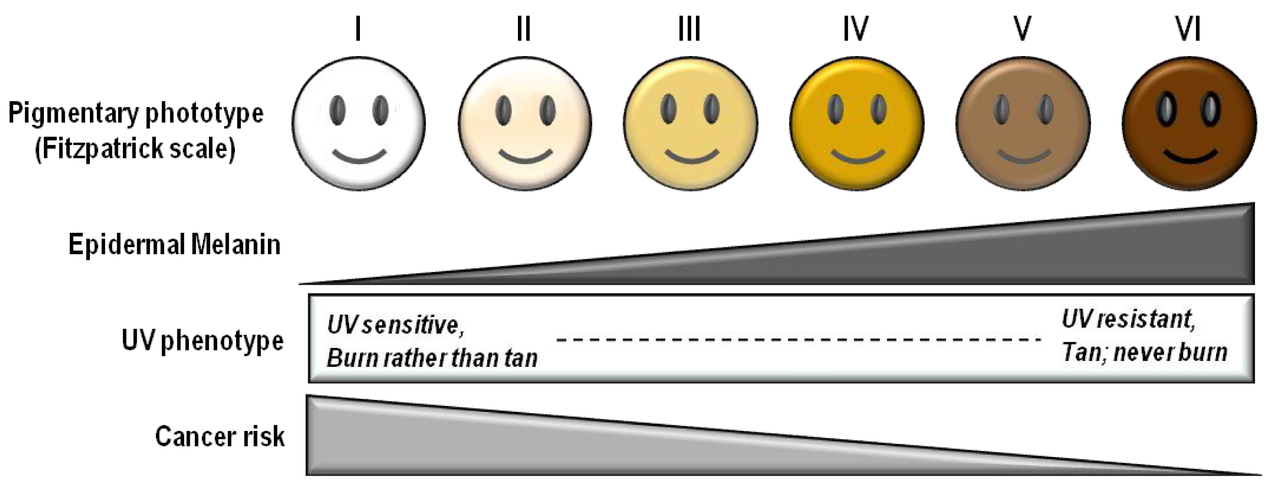
A escala de Fitzpatrick e o risco de câncer de pele

A Escala de Fitzpatrick é um esquema de classificação numérica para cor da pele humana. Foi desenvolvido em 1975 por Thomas B. Fitzpatrick como uma forma de estimar a resposta de diferentes tipos de pele à luz ultravioleta (UV). Foi inicialmente desenvolvido com base na cor da pele para medir a dose correta de radiação ultravioleta para terapia PUVA, e quando o teste inicial baseado apenas em cabelo e cor dos olhos resultou em doses muito altas de UVA para alguns, foi alterado para se basear nos relatos do paciente de como sua pele responde ao sol; também foi estendido para uma ampla gama de tipos de pele.